# David Lee Roth
David Lee Roth (Bloomington, 10 ottobre 1954) è un cantante e compositore statunitense, noto per essere stato il frontman dei Van Halen, per il suo successo da solista e per la personalità energica e selvaggia che caratterizzava le sue esibizioni live e i videoclip dei suoi singoli.

## Biografia
David Lee Roth, anche conosciuto come "Diamond Dave", divenne cantante a tempo pieno dei Van Halen nella seconda metà degli anni settanta. Il gruppo ottenne immediato successo con l'omonimo album di debutto nel 1978, grazie anche al carisma e allo stile sopra le righe di Roth. Raggiunto l'apice del successo con l'album 1984, anche grazie al singolo Jump, David decise di incidere un EP, Crazy from the Heat, pubblicato nel 1985. L'enorme successo ottenuto dalla fatica discografica suscitò critiche e dissapori all'interno della band, culminati con l'abbandono del gruppo nel corso dello stesso anno.
Assoldato il virtuoso chitarrista Steve Vai (già chitarrista nel gruppo di Frank Zappa), il bassista Billy Sheehan (altrettanto talentuoso quanto il collega, tanto da guadagnarsi il soprannome di "The Eddie Van Halen of bass") e l'allora poco conosciuto batterista Gregg Bissonette, lancia l'anno successivo il suo primo album, Eat 'Em and Smile che registra un notevole successo. Nel 1988 pubblica il suo secondo album, Skyscraper, sempre con la stessa formazione, che riconferma il successo del precedente grazie alla hit Just Like Paradise. Poco dopo la pubblicazione del disco, Steve Vai e Billy Sheehan abbandonarono Roth per dedicarsi alle carriere soliste e ad altri progetti. I due furono sostituiti dal bassista Matt Bissonette (fratello di Gregg) e dal giovane chitarrista Jason Becker. La nuova formazione pubblicò l'album A Little Ain't Enough, che si rivelò un nuovo successo anche se inferiore rispetto ai lavori precedenti. Prima dell'inizio del tour seguente, Jason Becker scoprì di essere affetto da sclerosi laterale amiotrofica e dovette, pertanto, abbandonare il progetto, lasciando il posto a Steve Hunter.
Nel 1994 pubblicò il quarto album Your Filthy Little Mouth, un lavoro più sperimentale prodotto da Nile Rodgers, che ricevette una fredda accoglienza di pubblico e critica. Nel 1996 Roth era di fatto rientrato nei Van Halen, cantando in due brani inediti, Me Wise Magic e Can't Get This Stuff No More, appositamente composti per la raccolta The Best of Van Halen, Vol. 1. Tuttavia, le vecchie avversioni riemersero di nuovo e l'artista non diede seguito alla collaborazione. Nel 1997 Roth pubblicò la sua autobiografia Crazy from the Heat.
Nel 1998 fece ritorno con l'album DLR Band, registrato con una formazione completamente rinnovata che presentava il chitarrista John Lowery e il batterista Ray Luzier. Le critiche furono positive ma le vendite si rivelarono al di sotto delle aspettative. Seguirono alcuni anni di silenzio dall'attività musicale, rotti soltanto con la pubblicazione dell'ultimo album solista Diamond Dave nel 2003. In quel periodo Roth apparve anche in una puntata della serie televisiva I Soprano, nel ruolo di un giocatore di poker ospite di Tony Soprano.
Dopo il susseguirsi di alcune voci, nel 2007 il cantante rientrò definitivamente nei Van Halen per un lungo tour statunitense. Nel 2012 la band ha pubblicato un album di inediti, A Different Kind of Truth, a distanza di 28 anni dall'ultimo con David Lee Roth alla voce, 1984 (e di 14 anni dall'ultimo in studio con un altro cantante, intitolato Van Halen III e pubblicato nel 1998).
Tra le attività parallele intraprese dal front-man, spicca quella di conduttore radiofonico (ha sostituito il celebre Howard Stern, di WRKZ 93.7 K-Rock).

## Vita privata
Non si è mai sposato né ha figli. Di lui sono note due brevi relazioni con Sonia Braga e con Apollonia Kotero.

## Formazioni della band di David Lee Roth

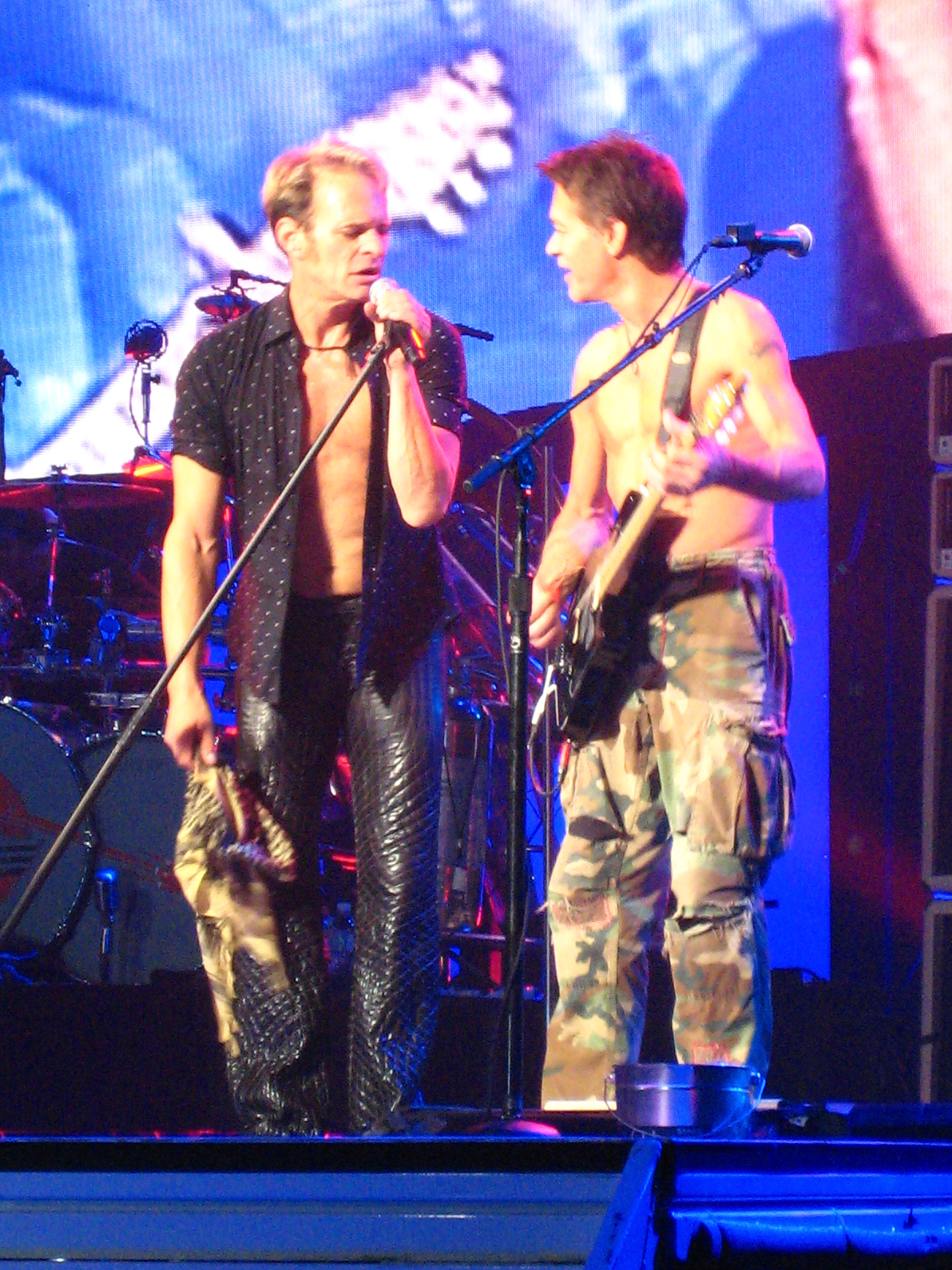
David Lee Roth in concerto con Eddie van Halen nel 2007

### Chitarra
- Steve Vai (1985-1989)
- Jason Becker (1990-1991)
- Steve Hunter (1990-1991)
- Desi Rexx (1991)
- Joe Holmes (1991-1992)
- Steve Hunter (1991-1992, 1997)
- Terry Kilgore (1993-1994)
- Mike Hartman (1998)
- John 5 (1998)
- Bart Walsh (1999-2001)
- Brian Young (2002-2003, 2006)
- Nile Rodgers (2003, 2006)

### Basso
- Billy Sheehan (1985-1989)
- Matt Bissonette (1990-1992)
- Todd Jensen (1991)
- John Regan (1993-1994)
- B'urbon Bob (1998)
- Marco Mendoza (1999-2000)
- James Lomenzo (2001-2003, 2006)

### Batteria
- Gregg Bissonette (1985-1992)
- Tony Beard (1993-1994)
- Ray Luzier (1998-2003, 2006)

### Tastiere
- Brett Tuggle (1987-1992, 1997)
- Richard Hilton (1990-1992)
- Terry Kilgore (1998)

## Discografia

### Solista

#### Album in studio
- Eat 'Em and Smile (1986)
- Skyscraper (1988)
- A Little Ain't Enough (1991)
- Your Filthy Little Mouth (1994)
- DLR Band (1998)
- Diamond Dave (2003)

#### Raccolte
- The Best of David Lee Roth (1997)

#### EP
- Crazy from the Heat (1985)

### Con i Van Halen

#### Album in studio
- Van Halen (1978)
- Van Halen II (1979)
- Women and Children First (1980)
- Fair Warning (1981)
- Diver Down (1982)
- 1984 (1984)
- A Different Kind of Truth (2012)

#### Raccolte
- Best Of - Volume I (1996)
- The Best of Both Worlds (2004)

### Live
- Tokyo Dome Live in Concert (2015)

### Tributi
- Strummin' with the Devil: Bluegrass Tribute to Van Halen (2006)
- Strummin' with the Devil: The Southern Side of Van Halen (2006)